# 도은교
도은교(都恩敎, 1985년 8월 10일 ~ )는 대한민국의 바둑 기사이다.

## 약력
서울 출신으로 초등학교 3학년 때 바둑에 입문했고 충암고등학교 인근 충암 바둑도장에서 김대용 사범에게 지도를 받았다. 12세 때인 1997년, 대한생명배 세계여자아마바둑선수권에서 우승하고서 같은 해 아마추어 여자국수에 올랐다. 이후 2000년 아마여류국수에 올랐다. 어린 시절 화려한 경력에도 불구하고 2000년 프로 도전을 포기했고, 연세대학교 수학과에 입학하고 졸업 후 증권사에 입사하며 프로 바둑과는 멀어졌지만 퇴사 후 2008년부터 바둑 해설을 하며 바둑계에 복귀하였고 2014년 바둑TV 캐스터가 되었다. 2017년 다시 아마여류국수에 오른 데 이어 32세 7개월이라는 늦은 나이인 2018년 제49회 여자입단대회를 통해 입단했다.
2021년 한중 온라인 친선대국 중 인공지능(AI)을 활용한 부정행위를 한 혐의로 한국기원 징계위원회에 회부되어 같은 해 7월 30일 자격 정지 1년의 징계 처분을 받았다.